# Консервативно обединение на десницата
Консервативно обединение на десницата (с абревиатура: КОД) е консервативна българска политическа партия. Лидер и основател на партията е д-р Петър Москов.

## История
Партията е учредена на 29 март 2019 г. в София от бившият министър на здравеопазването Петър Москов (2014 – 2017), както и от други бивши членове на ДСБ. Петър Москов напуска Реформаторския блок, тъй като смята, че не е достатъчно десен. Бившите му коалиционни партньори наричат партията проект на „антиевропейски авторитарен консерватизъм“.
КОД е силно консервативна и дясна, гледайки на либерализма и социализма като на двата си най-големи съперници. Москов обявява опозицията си срещу центризма и „популярните“ партии и се опитва да наложи консерватизма като доминираща социална сила, считайки, че подкрепя „правила и ценности, които връщат нормалността“. Следователно той обявява принципна опозиция на всички останали български политически партии, с изключение на ВМРО – Българско национално движение и Национален фронт за спасение на България.
Москов заявява, че политиките на предишните десни правителства са подобни на „баба и дядо, които гледат заедно порно, за да видят дали ще се оженят“. Той посочва администрацията на Доналд Тръмп и Унгария на Виктор Орбан като примери за типа на десния консерватизъм, който той би искал да наложи.
КОД се опитва да лиши от права бивши комунисти и членове на БЗНС чрез процес на „криминална лустрация“, както и тези с по-ниска образователна степен, от гласуване на избори или референдуми.
Партията не успява да се регистрира навреме съгласно българския изборен закон и заявява, че не е готова да участва в изборите за Европейски парламент през 2019 г. Партията не се регистрира и за местните избори през 2019 г.

## Ръководство
Ръководство според официалния сайт на партията към 17 септември 2022 г.:
- Петър Москов – председател
- Любомир Канов – заместник-председател
- Росица Рачева – заместник-председател
- Ваньо Шарков – член
- Валентин Павлов – член
- Момчил Станков – член
- Цветанка Йотина – член
- Пенка Деведжиева – член
- Адриана-Белла Белева – пиар и връзки с медиите

## Избори

### 2021 г.

#### април 2021 г.
Партията е регистрирана за парламентарните избори през април 2021 г. Участва с бюлетина № 8. При 50,61 % избирателна активност и 100 % обработени протоколи, партията получава 0,29 % подкрепа (или 9415 гласа).

#### юли 2021 г.
На парламентарни избори през юли 2021 г. партията участва в коалиция „Национално обединение на десницата“ (с бюлетина № 19), заедно с БЗНС, Български демократически форум и Средна европейска класа. При 42,19 % избирателна активност и 100 % обработени протоколи, коалицията получава 0,29 % подкрепа (или 7872 гласа).

#### ноември 2021 г.
На парламентарни избори през ноември 2021 г. партията участва в коалиция „Национално обединение на десницата“ (с бюлетина № 7), заедно с БЗНС, Български демократически форум и Републиканци за България. При 40,23 % избирателна активност и 100 % обработени протоколи, коалицията получава 0,43 % подкрепа (или 11239 гласа).

### 2022 г.
На парламентарните избори през 2022 г. партията участва с бюлетина № 11.  При 40,69% избирателна активност и 100% обработени протоколи партията получава 0,31% подкрепа (или 5 028 гласа).

### 2023 г.
На парламентарните избори през 2023 г. партията участва с бюлетина № 11. При 39,41% избирателна активност и 100% обработени протоколи партията получава 0,20% подкрепа (или 7 739 гласа).
На местните избори през 2023 са част от коалиция „Синя София“ и издигат Вили Лилков за кмет на София,  и получава 5,69 %(15,210 гласа) от гласовете, като класира трима общински съветника.
Със 67,21 % от гласовете (779 гласа от общо 1159)  в община Мирково става кмет Цветанка Йотина, издигната от партията. Също така  КОД печели  40 процента (400 гласа) в общинския съвет и класира 5 общински съветника, като партията е на първо място в Мирково.
в Сандански КОД  в коалиция с ДПС и Българска социалдемократическа партия получава 8,23 процента (1483 гласа) и класира 3 общ. съветника 
В Кюстендил е член на МК „Глас Народен (КОД, Глас Народен)“. Печели 4,98% (или 868 гласа)  и класира 2 общински съветника 
В Пирдоп, обл. Софийска печели 2,8 % (67 гласа) и остават без общински съветници. Отделно от това представеният от тях кандидат-кмет Цветан Цонков взима 1,96 %(60 гласа) 
В Плевен печели 1,96% (или 697 гласа), остава без съветници. 
В Перник е част от МК „КОД /БЗНС/“ и издига Бойко Астатков за кмет, но получава само 0,98% (или 351 гласа). В общинския съвет получава 2,22% (или 676 гласа), което не е достатъчно за мандати в съвета.
В Сливен печели 0,79% (или 215 гласа) и 0 общински съветника.
Във Видин печели 0,61% (или 93 гласа), остава без мандати. Кандидатът им за кмет Красимира Елисеева печели 0,65% (или 127 гласа).
В Ямбол също се явява самостоятелно, само на избори за общински съвет. Получава 0,50% (или 90 гласа).
В Хасково се явява самостоятелно и издига листи само за общински съвет, където печели 0,30% (или 86 гласа), което не е достатъчно за мандати.
В Пловдив печели 0,23% (или 189 гласа) и 0 общински съветници.
В Бобов дол  печели 0,57 %  (17 гласа)